# César Rebella
César Manuel Rebella es un investigador argentino en cuestiones climáticas, que nació en Buenos Aires en 1944.
Obtuvo su titulación de grado como ingeniero agrónomo, en la Facultad de Agronomía y Veterinaria de la Universidad de Buenos Aires el 9 de abril de 1969. Y de postgrado como doctor en Ciencias de la Universidad Pierre y Marie Curie, Universidad de París VI, Francia, el 30 de agosto de 1975.
Es docente "Profesor en el Postgrado sobre Mejoramiento Genético Vegetal", Convenio INTA-Universidad Nacional de Rosario, 1977-2000.

## Desarrollo de su carrera científica

### De investigación

#### INTA, EEAPergamino
- Ingresa el 1 de enero de 1970, especialidad en Bioclimatología.
- Jefe de Bioclimatología, de 1 de julio de 1970 a 1 de septiembre de 1972. Allí trabajaban varios investigadores franceses como el Ing. Agr. Pierre Stengel
- Jefe del Departamento Ecología y Técnica Cultural, de 1 de septiembre de 1975 al 30 de marzo de 1978.
- Jefe de Programación y Evaluación de la EEA, de 14 de abril de 1978 al 30 de diciembre de 1984.
- Jefe de Operaciones Interinstitucionales, de 1 de enero de 1985 al 1 de marzo de 1987.

#### INTA, CIRNCastelar
- Investigador del Instituto de Clima y Agua, CIRN-INTA, de 1 de abril de 1989 al 1 de enero de 1990.
- Director del Instituto de Clima y Agua, INTA, de 1 de enero de 1990 a la actualidad.
- Coordinador de Programa Nacional de Clima y Agua, de 1 de enero de 1992 a la actualidad.

### Consultor
- Experto PNUD Proyecto Argentina 83/013, de 1 de marzo de 1987 a 30 de julio de 1988.
- Experto del Banco Mundial, Préstamo 2712 / AR, componente de Planificación Agropecuaria y Pesquera, Área de Estrategias de Desarrollo, de 1 de agosto de 1988 al 30 de marzo de 1989.

## Premios y distinciones
- Mención Especial, del Consejo Profesional de Ingeniería Agronómica “CPIA 1994” por el trabajo: "Estimación de la carga animal y la variabilidad de la oferta de forraje en pastizales de la República Argentina a partir de imágenes satelitales". Autores: Rebella, CM; Di Bella, CM y Jobaggy, EO. Buenos Aires, 20 de diciembre de 1994. Argentina.
- Primer Premio del Consejo Profesional de Ingeniería Agronómica “CPIA 1995” por el trabajo: “Previsión del rendimiento de maíz a partir del uso de información satelital y modelos de simulación”. Autores: Di Bella, C.M.; Magrin, G.O.; Boullon, D.; Grondona, M.O. y Rebella, C.M. Buenos Aires, 22 de diciembre de 1995. Argentina.